# Belles-Fontaines
Belles-Fontaines è un comune francese di 603 abitanti situato nel dipartimento dell'Alta Saona nella regione della Borgogna-Franca Contea. È stato istituito il 1° gennaio 2025 dalla fusione dei precedenti comuni di Courchaton, Georfans e Vellechevreux-et-Courbenans.